# Перейра, Фабио Жуниор
Фа́био Жу́ниор Перейра (порт.-браз. Fábio Júnior Pereira; 20 ноября 1977, Маньюасу) — бразильский футболист, игравший на позиции нападающего.

## Карьера
Фабио Жуниор родился в городе Маньюасу в районе Лести. Он начал карьеру в молодёжном составе клуба «Демократа». В 1996 году он на два с половиной месяца отправился в «Коринтианс». В 1997 году Жуниор был куплен клубом «Крузейро» за 900 тыс. реалов, по другим данным — 300 тыс. реалов. Несмотря на подписанный контракт, нападающий долго играл за молодёжный состав команды. Он сыграл в молодёжном чемпионате Сан-Паулу в 1998 году, став лучшим бомбардиром турнира с 9 голами; клуб достиг стадии полуфинала. В том же году он уже играл за первую команду. В первой финальной игре чемпионата штата Минас-Жерайс Фабио забил 3 гола, принеся своей команде победу над «Атлетико Минейро» со счётом 3:2. После нулевой ничьи во второй встрече, титул достался «Крузейро». В том же сезоне он стал, вместе с игроком «Палмейраса» Алексом, лучшим бомбардиром Кубка Меркосур, забив 6 голов. А его клуб занял в турнире второе место. И ещё в этом году в розыгрыше чемпионата Бразильенсе Жуниор стал лучшим бомбардиром с 18-ю голами. Кроме этого в этом сезоне игрок получил «Серебряный мяч» одного из лучших игроков сезона в стране.
В январе 1999 года бразилец перешёл в итальянскую «Рому», заплатившую за трансфер нападающего 15 млн долларов (30 млрд лир). Этот трансфер стал вторым по сумме в истории бразильского футбола. Контракт был подписан на 5 с половиной лет с заработной платой в 100 тыс. долларов в месяц. Любопытно, что главный тренер клуба Зденек Земан хотел купить другого игрока — Андрея Шевченко, но ему был куплен Фабио Жуниор. Игрок в конкуренции с Марко Дельвеккьо не смог завоевать место в основном составе команды и в марте следующего года вернулся в «Крузейро» на правах аренды до конца года за 1,1 млн долларов. Он смог выиграть с клубом Кубок Бразилии, в финале которого забил первый гол своей команды. В феврале 2001 года Фабио Жуниор отправился в «Палмейрас» на правах аренды до конца года с возможностью выкупа контракта за 10 млн долларов. В мае 2001 года Жуниор и южноамериканских футболистов, игравших в Италии, были обвинены местной прокуратурой в использовании поддельных паспортов. «Рома» также получила обвинение. Бразилец через прессу заявил о своей невиновности. Но в июне того же года ему был предписан запрет на год на выступлений в Италии, а Рома была оштрафована на 750 тыс. долларов.
В январе 2002 года Жуниор был арендован «Крузейро» сроком на год. Он помог команде выиграть Кубок Сул-Минас и суперчемпионат Минейро. А сам стал лучшим бомбардиром Кубка чемпионов Бразилии. В январе следующего года форвард был арендован сроком на полгода португальской командой «Витория» Гимарайнш. В марте 2003 года клуб «Атлетико Минейро» купил 30 % прав на футболиста, подписав контракт до 2005 года. В 2003 году Фабио стал лучшим бомбардиром команды в чемпионате Бразилии с 14-ю голами. Несмотря на это достижение, в январе 2004 года игрок и клуб расторгли договор. В январе 2004 года Фабио Жуниор подписал контракт с японским клубом «Касима Антлерс», куда его пригласил главный тренер команды, Тониньо Серезо. В 2005 году нападающий был куплен клубом «Атлетико Минейро», по личной просьбе Прокопио Кардозо. В августе контракт был разорван. И игрок перешёл в клуб «Аль-Вахда».
В начале 2006 года Фабио Жуниор подписал контракт с клубом «Бохум», выступавший во второй Бундеслиге. В первом сезоне клуб попал в первую Бундеслигу, где игрок уже не смог демонстрировать высокого уровня игры. В августе 2007 года футболист перешёл в израильский клуб «Хапоэль», подписав двухлетний контракт. С этим клубом нападающий выиграл Кубок Израиля. В сентябре 2008 года Жуниор подписал контракт с «Баией», но не смог провести ни одного матча за клуб из-за проблем с документами. В 2009 году нападающий подписал контракт с «Бразильенсе». С этим клубом игрок выиграл чемпионат Бразильенсе и стал лучшим бомбардиром турнира. В том же году он договорился о подписании контракта с «Санту-Андре», но когда у Жуниора уже закончился контракт с «Бразильенсе», «Санту-Андре» отказался от подписания контакта с футболистом.
В 2010 году Фабио перешёл в клуб «Атлетико Минейро», который искал усиление для чемпионата штата и серии В. Жуниор стал лучшим бомбардиром серии В с 19-ю голами, принеся ощутимую помощь для выхода клуба в серию А. 7 декабря он продлил контракт ещё на два сезона. В 2011 году Фабио Жуниор стал лучшим бомбардиром чемпионата штата с 13-ю забитыми голами. Но вскоре потерял место в стартовом составе команды, восстановив его только после ухода Андре Диаса из клуба. По итогам сезона клуб вылетел обратно в серию В. В 2012 году Фабио Жуниор получил капитанскую повязку «Атлетико». Он помог команде выиграть серебряные медали чемпионата штата, забив в розыгрыше турнира 6 голов. В конце года он продлил контракт с клубом на год, став лучшим бомбардиром серии В с 14-ю голами.
В январе 2014 года Жуниор подписал контракт с клубом «Минас Бока». Уже в мае того же года он покинул клуб и присоединился к команде «Боа». Но там игрок надолго не остался: сыграв лишь шесть игр и забив один гол, он уже в июле разорвал договор с командой. 15 января 2015 года Фабио Жуниор был представлен в роли играющего помощника главного тренера клуба «Гуарани» из Дивинополиса. В ноябре он принял предложение клуба «Вила-Нова» занять должность менеджера и игрока в команде.

## Достижения

### Командные
- Чемпион штата Минас-Жерайс: 1998
- Обладатель Кубка Бразилии: 2000
- Обладатель Кубка Сул-Минас: 2002
- Победитель суперчемпионата Минейро: 2002
- Чемпион ОАЭ: 2004/2005
- Обладатель Кубка Израиля: 2007

### Личные
- Лучший бомбардир Кубка Меркосур: 1998 (6 голов)
- Обладатель Серебряного мяча Бразилии: 1998
- Лучший бомбардир Кубка чемпионов Бразилии: 2002 (6 голов)
- Лучший бомбардир чемпионата штата Минас-Жерайс: 2011 (13 голов)